# 教員の職階
教員の職階（きょういんのしょっかい）は、学校教員の職階制である。特に高等教育以外（就学前教育、初等教育、中等教育、特別支援教育）について述べる。

## 日本

### 概要
学校教育法（昭和22年法律第26号）7条は、「学校には、校長及び相当数の教員を置かなければならない。」と定め、学校の職員に「校長」と「教員」の職階（職位）を設けている。さらに同法は、各条において「教員」の職階の詳細を定める。
教員の職階の体系は、大きく分けて、高等教育以外（就学前教育、初等教育、中等教育及び特別支援教育）を行う学校における体系と、高等教育を行う学校における体系の2種類がある。
さらに、学校の設置者の定めた規則等（国立大学法人や公立大学法人の規程、地方公共団体の条例、教育委員会規則、学校法人の就業規則など。）によって、学校教育法で定められた職階を細分化し、具体的な呼称を設けている学校もある。
なお、教員の職階と教員免許状の種類の相関関係はほとんどない。ただし、雇用者によっては、職階の上昇または変更のために、上級の教員免許状の取得が奨励・義務化されることもある。

### 高等教育以外
高等教育以外を行う学校には、就学前教育を行う「幼稚園」、初等教育を行う「小学校」、中等教育を行う「中学校」、「高等学校」、「中等教育学校」、特別支援教育を行う「特別支援学校」がある。これらの学校における主な職階は、校長（幼稚園では園長）、副校長（同じく副園長）、教頭、主幹教諭、指導教諭、教諭、講師である。他に、教諭の職務を助ける学校職員として、助教諭、実習助手も置かれる。また、教育以外の分野を担当する学校職員として、養護教諭、養護助教諭、栄養教諭、司書教諭が置かれる。さらに、幼稚園には、学校教育法に定めのない職員として、教育補助員も置かれる。
高等教育以外の学校では、公立の場合、教員のほとんどが「教諭」であったため、深刻な階級問題は存在しなかった。しかし、副校長、主幹教諭、指導教諭の職階が新設されたため、今後の学校運営については、未知な点がある。
校長・園長

副校長・副園長
副校長（ふくこうちょう）とは、校長を助け、命を受けて校務をつかさどる学校職員のことである。幼稚園では、副園長という。
教頭
教頭（きょうとう）とは、校長を助け、校務を整理し、および必要に応じ児童・生徒の教育、または、幼児保育をつかさどる学校職員のことである。
主幹教諭
主幹教諭（しゅかんきょうゆ）とは、校長および教頭を助け、命を受けて校務の一部を整理し、並びに児童・生徒の教育または幼児の保育をつかさどる学校職員のことである。なお、学校の実情に照らし必要があると認めるときには、「養護をつかさどる主幹教諭」、「栄養の指導及び管理をつかさどる主幹教諭」なども置かれる。
指導教諭
指導教諭（しどうきょうゆ）とは、児童・生徒の教育または幼児の保育をつかさどり、並びに教諭その他の職員に対して、教育指導の改善および充実、または、保育の改善及び充実のために必要な指導及び助言を行う学校職員のことである。
教諭
教諭（きょうゆ）とは、児童・生徒の教育または幼児の保育をつかさどる学校職員のことである。教諭は教員採用試験合格を経て採用された正規教員であり、各学校の種別に対応する教員免許状の普通免許状または特別免許状を有していなければならない。教育や保育をつかさどることを主たる職務とし、学校の管理運営上必要とされる校務の分掌も職務としている。
東京都では、「特に高度の知識又は経験を必要とする教諭の職」として「主任教諭」を制度化している。ただし、主任教諭導入時の労使交渉における都教委の見解では「主任教諭導入前の"教諭"に相当する地位が主任教諭」と説明されている。現在の「教諭」は「主任教諭の助言・支援をうける」立場である。教諭から主任教諭への昇任選考は、原則として教諭経験8年以上で受験資格が与えられる。
助教諭
助教諭（じょきょうゆ）とは、教諭の職務を助ける学校職員のことである。助教諭は臨時教員であり、教員免許状の臨時免許状を有していなければならない。第二次世界大戦後間もない時期は、教員の数が足りず積極的に用いられたが、その後教員を希望する人が増えたため、現代ではほとんど見られない職階になった。
講師
講師（こうし）とは、教諭又は助教諭に準ずる職務に従事する学校職員のことである。常時勤務に服する講師（常勤講師）と常時勤務に服さない講師（非常勤講師）に分けられ、講師は一般的に臨時教員であり、公立学校の講師なら1年を超えない期間の契約で勤務する（国家公務員法第60条、地方公務員法第22条第2項の規定による）。教諭が出産・入院などで長期休暇・育児休暇するとき、講師が代わりを務めることが多い。多くの講師が採用試験を経て教諭となる。
養護教諭
養護教諭（ようごきょうゆ）とは、幼児・児童・生徒の養護をつかさどる学校職員のことである。学校の保健室などを担当する教員である。保健主事は教諭か、養護教諭をもって充てることになっている。養護教諭は、正規教員で、教員免許状の養護教諭の普通免許状を有していなければならない。養護を特に必要とする幼稚園においては、法律で専門職である養護教諭の積極的な配置を期待しているにもかかわらず、統計調査上、ほとんど存在しない。
東京都では、「特に高度の知識又は経験を必要とする養護教諭の職」として「主任養護教諭」を制度化している。
養護助教諭
養護助教諭（ようごじょきょうゆ）とは、養護教諭の職務を助ける学校職員のことである。養護助教諭は、臨時教員であり、教員免許状の養護教諭の臨時免許状を有していなければならない。これも、養護と言う専門職の配置が望ましい幼稚園において、養護助教諭制度の積極活用が望まれるが、自治体で養護助教諭を認めるところは、統計的にほとんどない。但し、保健室に常駐して幼児の養護に当たる同様の職務を担当する職員は多い。
栄養教諭
栄養教諭（えいようきょうゆ）とは、児童・生徒の栄養の指導及び管理をつかさどる学校職員のことである。栄養教諭は、正規教員であり、教員免許状の栄養教諭の普通免許状を有していなければならない。幼稚園への配置により良い教育的効果が得られると期待できる。
司書教諭
司書教諭（ししょきょうゆ）とは、学校図書館の専門的職務をつかさどる職のことである（学校図書館法第5条第1項）。司書教諭は、主幹教諭（「養護をつかさどる主幹教諭」および「栄養の指導及び管理をつかさどる主幹教諭」を除く）、指導教諭、または、教諭をもってあてられる（充て職）。この場合、あてられた者は、大学その他教育機関で開講される司書教諭の講習を修了した者でなければならない（学校図書館法第5条第2項）。近年、幼稚園でも、絵本図書館などを設置するところが一部にあるが、司書教諭の多くは、兼務として置かれ、学校図書館専属としての司書教諭の配置までは至っていない。
実習助手
実習助手（じっしゅうじょしゅ）とは、実験または実習について、教諭の職務を助けることを職務とする学校職員のことである。実習助手の配置については、学校教育法上は任意設置であるが、文部科学省令である高等学校設置基準によればこれを置かなければならないとされている。教員免許状は必要とされないが、学校の規模や事情によって、教諭、講師らと同じく教員の一人として数えられることもある。
大阪府では実習助手が職務を実施するに当たり、その連絡調整、指導及び助言に当たる「総括実習助手」を置くことができる。
教育補助員
教育補助員（きょういくほじょいん）とは、幼稚園で、園長、副園長、教頭、主幹教諭、指導教諭、教諭、助教諭、講師、養護教諭、養護助教諭、栄養教諭以外で、教育活動の補助を行っている者のことである。教員免許状の有無は問わない。
このため、当該教員免許を持った教員としての教育補助員と、免許を持たない学校職員としての教育補助員が存在する。
幼稚園の預かり保育の定着化に伴い、配置されることがある。ただし、認定こども園として認定を受けるには、認定こども園の設置基準に従い、必要な幼稚園の教員免許状もしくは保育士資格を持つものを配置しなくてはならない。現在は、行政が教育補助員を配置することを嫌うため、預かり保育など長時間勤務が常態となりながら、労働基準法との狭間で授業準備時間がほとんどゼロという異常な事態を招いている。